# Laziszkó
Laziszkó (szlovákul Lazisko) község Szlovákiában, a Zsolnai kerületben, a Liptószentmiklósi járásban. A 20. század elején nevét Lazitelkére magyarosították, de ez nem bizonyult maradandónak.

## Fekvése
Liptószentmiklóstól 8 km-re délnyugatra, az Alacsony-Tátra lábánál fekszik. Földrajzi koordinátái: é. sz. 49° 01′ 43″, k. h. 19° 32′ 39″49.028611°N 19.544167°E

## Története
1396-ban „Lasische” alakban említik először, de valószínűleg már a 13. században is létezett. Más forrás szerint már 1352-ben említik I. Lajos király egyik adománylevelében „Lazan” néven. 14. századi első említésekor már az Okolicsányi család birtoka, akik a falut később is megtartották. 1784-ben 15 házában 138 lakosa volt.
A 18. század végén Vályi András így ír róla: „LAZISTYE. Tót falu Liptó Várm. földes Ura Okolicsányi Uraság, lakosai katolikusok, fekszik Motko Szent Keresztnek somszédságában, mellynek filiája, határja közép termékenységű, fja min a’ két féle van, legelője elég.”
1828-ban 21 háza volt 198 lakossal. Lakói főként mezőgazdasággal foglalkoztak. Emellett fűrésztelepe, vízimalma, antimonbányája volt és a szövőipar is kifejlődött.
Fényes Elek 1851-ben kiadott geográfiai szótárában így ír a faluról: „Lazisztye, tót falu, Liptó vmegyében, 71 kath., 127 evang. lak. Szép erdő. F. u. Okolicsányi. Ut. posta Berthelenfalva.”
A trianoni diktátumig Liptó vármegye Liptószentmiklósi járásához tartozott.

## Népessége
| Év:            | 1994. | 2004.   | 2014.   | 2024.   |
| -------------- | ----- | ------- | ------- | ------- |
| Emberek száma: | 428   | 424     | 404     | 371     |
| Eltérés:       |       | -0,93 % | -4,71 % | -8,16 % |

| Év:            | 2023. | 2024.   |
| -------------- | ----- | ------- |
| Emberek száma: | 365   | 371     |
| Eltérés:       |       | +1,64 % |

1910-ben 270, túlnyomórészt szlovák lakosa volt.
2001-ben 420 lakosából 417 szlovák volt.
2011-ben 409 lakosából 392 szlovák.

## Külső hivatkozások
- Hivatalos oldal
- Községinfó
- Laziszkó Szlovákia térképén
- E-obce Archiválva 2022. október 6-i dátummal a Wayback Machine-ben